# 韩国的经济不平等
根据 2010 年的数据显示，低收入群体（年收入1200 万韩元或以下）占韩国劳动力总数的 37.8%。相反，最高收入群体（年收入 1 亿韩元以上）仅占劳动力的 1.4%。
另外根据2019年的一项调查显示，在韩国年轻人中，89.3%的女性和81.7%的男性认同“出身贫穷的人永远无法与富裕家庭出身的人竞争”的说法。

## 现状
在经济合作与发展组织（OECD）国家中，通过基尼系数和收入不平等指标，韩国被评价为与人口相似国家相比表现较好的国家。
然而，国际货币基金组织刺激计划以来收入两极分化（收入差距）现象自2018年以来非但没有缩小，而且还在进一步扩大。
2014年调查结果显示，韩国贫富差距指数为39%，在经合组织国家中排名第三。根据威尔斯X的数据，韩国最富裕的1390人垄断了价值约270万亿韩元的资产，几乎相当于国家预算。
2020 年，新冠疫情（COVID-19）加剧了韩国的经济不平等。韩国前总统文在寅表示，2020年疫情导致财富分配进一步加深。
韩国的经济严重依赖于该国几家大型企业的国内生产总值（GDP）贡献。过去 15 年里，韩国每年超过一半的 GDP 来自五大企业集团。
下表显示了韩国按年薪划分的人数和收入分布。
| 类型             | 人数    | 占总劳动者比例 | 劳动收入      | 占总劳动收入比例 |
| ---------------- | ------- | -------------- | ------------- | ---------------- |
| 1000万韩元或以下 | 4.51万  | 31.6%          | 21.0万亿韩元  | 5.70%            |
| 1200万韩元或以下 | 5.41万  | 37.8%          | 31.3万亿韩元  | 8.47%            |
| 3000万韩元或以下 | 9.90万  | 69.3%          | 123.0万亿韩元 | 33.28%           |
| 4500万韩元或以下 | 11.89万 | 91.4%          | 123.0万亿韩元 | 47.15%           |
| 6000万韩元或以下 | 13.06万 | 91.7%          | 260.2万亿韩元 | 70.41%           |
| 8000万韩元以下   | 1382万  | 97.4%          | 313.1万亿韩元 | 84.72%           |
| 1亿韩元以下      | 1409万  | 98.6%          | 337.4万亿韩元 | 91.30%           |
| 1亿韩元以上      | 0.19万  | 1.4%           | 32.2万亿韩元  | 8.70%            |
| 总计             | 1429万  | 100%           | 369.6万亿韩元 | 100.00%          |

### 反驳
2019年，新华社发表文章称，政府主导的经济增长政策导致韩国基尼系数较2018年有所下降。 但需要注意的是，由于高收入人群经济增长乏力，这一数字才有所改善。

2019年的电影《寄生虫》描绘了韩国贫富之间巨大的经济不平等，但这种情况未必完全符合现实。 相比之下，美国1%的高收入者占全国收入的20%，而在韩国，12.2%的人口占据了韩国总收入的相同比例。

2020 OECD贫困率排名。韩国总体排名第二。

## 经济不平等造成的问题
根据国际货币基金组织的分析，经济极化带来许多问题，包括加剧政治分歧、降低经济增长以及削弱社会凝聚力。 

### 对韩国青年的影响
经济不平等通常与社会流动性低或有限相关，这种情况可能让韩国年轻人产生一种无望的心态。虽然在韩国赌博受限于法律规定，但对易受赌博和赌博成瘾影响的人来说，它仍可能成为负债的危险来源。2017年，韩国加密货币的普及，加之缺乏合法的赌博渠道，进一步加剧了赌博问题及相关债务问题。

## 原因
造成经济不平等的原因有很多，但在韩国主要谈论的是以下原因。

### 外汇危机
不仅仅是金融危机本身，还有随之而来的国内投资收缩和整体就业形势恶化。国内经济的衰退加强了依赖出口的经济结构。亚洲金融危机前，韩国本地企业存在过度投资现象，讽刺的是，这些过度投资在一定程度上对就业产生了积极影响。

### 社会竞争加剧
在实体经济中，信息不对称会导致逆向选择或道德风险。效率工资理论可以应用于解决由此产生的问题。与常规观点相反，“付给努力工作的人比付给工作本身更多”的现象会发生。在大型比赛中，即使第一名和第二名之间的差距很小，奖金差异也很大，这是很容易理解的。那些对自己能力有信心的人会倾向于选择奖金大的竞争，因为他们认为“我可以成为第一”。这会起到排除不竞争者、吸引竞争者的机制作用。换句话说，从理论上讲，越严格地考量谁优秀谁不好，极化现象可能会更加加剧。目前，精英主义在没有外部压力的情况下是现实中最清晰、最合理的资源分配标准，因此在效率和合法性方面都是有效的。然而，极化是另一个问题。换句话说，合法的社会可能会更加极化，而不公正的社会可以被视为更加平等的社会。单纯说极化严重并不能确定社会不公。

### 政治不平等
在《大平等者》一书中，沃尔特·沙德尔（Walter Schaedel）指出，政治不平等会导致经济不平等。 他在书中提到：“随着国家的历史形成，公共权力集中在少数人手中。在等级体系上，它呈现出一种非常尖锐的尖塔结构。这些政治不平等促使了经济不平等。”韩国也表示，自1990年代以来，经济不平等和政治不平等加剧。
在2016年汉阳大学的论文中，对不同代际间对经济不平等看法进行了调查。研究表明，70%的人认为政府未能缩小收入差距，许多现代人表示，当前政府的政策不平等未能帮助缩小贫富差距。

### 就业恶化
由于韩国长期的就业形势恶化，低收入人群的贫困状况愈加严重。因此，政府在过去几年中多次尝试增加就业机会，但仍未取得显著成效。根据2018年《韩民族时报》发表的一篇文章，国际货币基金组织（IMF）指出，韩国在22个亚太国家中收入不平等问题最为严重。尽管该国经济增长迅速，但文章也提到，由于年轻求职者难以找到工作，家庭收入的不平等问题日益严重。

## 解决方案
缩小贫富差距的一个提议解决方案是建立普遍的社会保障网。韩国在政府福利支出方面的占比在经合组织（OECD）国家中处于最低水平，因此解决贫富差距问题显得尤为重要。
国家试图通过干预市场来缩小收入不平等和贫富差距，同时又不破坏自由市场经济体制的运作。
作为解决收入不平等的代表性经济政策，韩国采用了收入主导型增长政策，此外，由于新冠疫情造成的经济损失，各国所提供的灾后救助基金也可视为在短期内和从数字角度上通过为低收入家庭保障基本收入来缩小贫富差距的努力。
一项2018年韩国大学的学位论文研究了社会福利政策如何改善经济不平等。1990年，韩国收入最高的10%人群的收入是最低的10%人群收入的约6.6倍，而到了2016年，这一差距已经扩大到约10倍。随着经济不平等持续上升，普遍社会福利的概念在21世纪变得愈加突出。论文中提到以瑞典和英国为例：瑞典在实施社会福利前，基于市场经济发展了强大的工业竞争力，而英国则在保持工业竞争力与福利效率之间维持了平衡。论文指出，韩国的公共养老金和基本生活保障体系需要更多的财政支持；在健康保障方面，首先要对低收入阶层提供支持，以保证工作福利的延续。此外，为了持续补充和发展工业竞争力，需要为教育提供公平的机会并发现人才。论文还提到，应该将韩国的低收入阶层分为福利接受者和位于其上方的阶层，这样可以避免人们因担心工作动力下降而感到不安。

## 性别不平等
从历史和经济的角度来看，自1970年代韩国经济开始腾飞以来，性别差距问题已有了显著改善。然而，社会、文化和经济领域的不平等依然影响着现代韩国女性。根据韩国统计局的社会调查，自2002年以来，72.4%的女性认为社会中存在性别不平等现象。
根据亚洲开发银行的数据显示，韩国女性的劳动参与率已从54.4%上升至67.5%，而人均收入的年增长率则从3.6%上升至4.1%。此外，家庭和劳动市场中的性别差异已经完全消除。
然而，女性的称谓和对女性的看法并没有像韩国经济一样逐渐发展。一些韩国人仍然称女性为“집사람”（意指一个待在家里的人），而丈夫则被称为“양반（两班）” （意指去外面工作的男人）。换句话说，这种刻板印象反映了这样的观念：女性应该待在家里照顾孩子，而男性则应该外出工作。
尽管如此，韩国在劳动经济学中仍然存在明显的性别参与差距。韩国的女性劳动参与率（LFPR）远低于男性，差距约为77%。更具体地说，只有55%的韩国女性年龄在15至64岁有工作。尽管韩国的这一比例与OECD国家的平均水平（79%）相差不大，但在15至24岁女性的劳动参与率上，韩国低于65%的平均水平。教育水平是影响劳动参与性别差距的一个因素，男性中有88.3%拥有研究生学历，而女性的比例为62.9%。到2024年，尽管韩国工人的平均工资创下历史新高，但性别差距依然存在，差距为31.2%。

## 贫困
自1975年以来，韩国农村居民的贫困水平明显高于城市居民。所有农业家庭的人均支出都低于城市家庭的平均水平。当时，家庭的人口规模与贫困水平之间存在一定关系。因此，通过减少家庭成员的数量，贫困水平得到了降低。然而，一项比较智利、墨西哥和韩国贫困水平的研究表明，韩国在历史上贫富差距较小，并且在消除贫困方面取得了三国中最大的成就。这主要得益于当时国家社会政策的加强。
考虑到韩国经济的增长是在保守主义独裁政权下进行的，并且得到了与有影响力的大企业集团（即财阀）紧密合作的军事支持，这种体制推动了土地改革和以劳动密集型出口导向型制造业为基础的政策，旨在减少贫困。然而，关于社会福利支出的数据显示，韩国的社会福利支出仅占GDP的4.6%，相较于其他国家的支出水平明显较低。正如报告所指出的，社会保障支出的减少与国家的不平等状况密切相关，尤其是与墨西哥相比，这种减少加剧了贫富差距。另一方面，韩国政府实施土地改革后，政府能够推动一个以就业和农业为驱动的经济战略，这有效减少了贫困并将不平等保持在最低水平。

## 新冠疫情(COVID-19)情况
与菲律宾等其他亚洲国家相比，韩国在疫情期间具有明显的优势，当时韩国拥有600个COVID检测中心，而菲律宾仅有58个。
尽管由于韩国COVID-19患者的住院费用得到了全额承担，社会经济地位与住院死亡率之间没有关联，但低社会经济家庭的COVID-19感染概率较高。就年龄差距而言，60岁以上的成人群体感染的几率更大。然而，对于20至39岁的人群，无论社会经济地位如何，感染水平较高。
考虑到全球化带来的不利影响，全球范围内存在明显的不平等现象，这种不平等与财富分配和疫情严重程度息息相关。死亡、住院和接受有效治疗的差异，以及一些背景因素，解释了这种不平等。在全球范围内，能否停工以充分恢复、是否能接受减薪及获得必要药物等差异，都是加剧疫情中不公正和物资分配不平衡的因素。中小企业、低收入家庭、无证移民以及福利差、工作条件差的工人是受到国家层面影响最严重的群体。总体而言，韩国遭遇了高失业率和经济崩溃的严峻局面。